# Iwelin Popow
Iwelin Iwanow Popow (bułg. Ивелин Иванов Попов; ur. 26 października 1987 roku w Sofii) – bułgarski piłkarz występujący na pozycji prawego pomocnika lub napastnika w PFK Soczi.

## Kariera piłkarska
Profesjonalną karierę rozpoczął w Liteksie Łowecz, w którego barwach w wieku osiemnastu lat zadebiutował w ekstraklasie. Od 2007 roku był podstawowym graczem zespołu. W 2010 roku odszedł do tureckiego Gaziantepsporu. Następnie grał w takich klubach jak: Kubań Krasnodar, Spartak Moskwa, Rubin Kazań i FK Rostów.
Od 2006 do 2007 roku występował w kadrze Bułgarii U-21, której był również kapitanem.
15 sierpnia 2007 roku po raz pierwszy otrzymał powołanie od Dimityra Penewa do reprezentacji seniorskiej. Stało się to kilka dni po tym, jak w spotkaniu I rundy Pucharu UEFA strzelił trzy gole maltańskiej Sliemie Wanderers. W drużynie narodowej zadebiutował 22 sierpnia. W przegranym 0:1 spotkaniu towarzyskim z Walią w przerwie zmienił Dimityra Tełkijskiego. Miejsce w pierwszej jedenastce reprezentacji wywalczył w czasie eliminacji do Mundialu 2010, kiedy wraz z Dimityrem Berbatowem tworzył linię ataku. Popow strzelił gola w spotkaniu kwalifikacyjnym z Cyprem (2:0) 1 kwietnia 2009.

## Sukcesy piłkarskie
- mistrzostwo Bułgarii 2010 oraz Puchar Bułgarii 2008 i 2009 z Liteksem Łowecz.